# Die Hochzeit im Excentric-Club
Die Hochzeit im Excentric-Club, gelegentlich auch zusammengeschrieben (Excentricclub), ist ein deutscher Kriminalfilm von 1917 aus der Filmreihe Joe Deebs.

## Handlung
Der reiche Willyam van Hoop ist Präsident des titelgebenden Excentric-Clubs. Eines Tages verliebt er sich in eine junge Frau, die bald von ihm schwanger wird. Dann verschwindet eines Tages die werdende Mutter. Sämtliche Versuche, die junge Frau mit ihrem Kind aufzuspüren, bleiben vergebens.
Nach zwanzig Jahren stirbt van Hoop, ohne jemals seine große Liebe und beider Kind gesehen zu haben. In seinem Testament vermacht er sein beträchtliches Erbe seinem Neffen – unter einer Bedingung: Er müsse innerhalb der kommenden sechs Monate van Hoops Tochter aufspüren und sie anschließend in den Räumen des Excentric-Clubs heiraten.
Scheinbar eine schier unlösbare Aufgabe, und so kommt der Meisterdetektiv Joe Deebs ins Spiel. Er geht auf die Suche und muss aufpassen, dass er nicht einer Schwindlerin, die den Coup ihres Lebens wittert, auf den Leim geht. Im letzten Moment kann er die verschollene junge Frau ausfindig machen; nun steht nichts mehr der Hochzeit entgegen – und Deebs erhält für seine Dienste ein ordentliches Sümmchen.

## Hintergrund
Der zum Jahresbeginn 1917 entstandene Film hat eine Länge von 1914 Metern auf vier Akte. Mit der zur Entstehungszeit gebräuchlichen Geschwindigkeit von ca. 18 Bildern per Sekunde vorgeführt, läuft er rund 93 Minuten. Produziert wurde er von der Gesellschaft May-Film GmbH (Berlin). Die Polizei Berlin, welcher der Film im April 1917 vorlag, ließ ihn unter der Prüf-Nummer 40507 zu, sprach aber ein Jugendverbot aus. Die Polizei München untersagte unter den Nrr. 24319, 24320, 24321, 24322 und 24323 eine Ankündigung als Detektivfilm.
Die Uraufführung fand am 27. April 1917 im Tauentzienpalast Berlin statt. Das Kinoplakat für den Tauentzienpalast entwarf der Graphiker und Szenenbildner Ludwig Kainer.
Das Drehbuch hat nach eigener Aussage Fritz Lang verfasst, im Vorspann wird als Autor jedoch nur Joe May genannt.

## Rezeption
In Paimanns Filmlisten, Wien 1917, Nr. 83 heißt es über den Film: „Stoff und Photos sehr gut. Spiel und Szenerie ausgezeichnet.“
Im Kinematograph Düsseldorf schrieb „Argus“ in der Rubrik „Neuheiten auf dem Berliner Filmmarkte“ unter der Überschrift „Harry Liedtke als Joe Deebs“ folgenden „Originalbericht“ von der Vorführung:

„Der neueste Joe Deebs-Film läuft jetzt im ‚Tauentzien-Palast‘. Er heisst ‚Die Hochzeit im Excentrik-Klub‘ (May-Film). Die Begebenheit dreht sich um die Erbschaft einer ausserehelichen Tochter. Ihr Vater ist als Millionär gestorben und hat in seinem Testament bestimmt, dass sein Neffe nur dann die Reichtümer erhält, wenn er bis zu einem bestimmten Termin das Mädchen, das als Kind mit der Mutter spurlos verschwunden war, findet und sich mit ihr in den Räumen des Klubs, einer Gründung des Verstorbenen, trauen lässt. Wie das geschieht, ist so abwechslungsreich, so geschickt und spannend gemacht, dass eine einfache Wiedergabe auch nicht annähernd alle die Vorzüge aufführen kann. Komplikationen ausgesuchtester Art wollen das Gelingen der Arbeit, die Joe Deebs in die Hand genommen hat, verhindern. Aber Deebs ist nicht umsonst so tüchtig, in der letzten Minute noch führt er die zwei zusammen, erhält ihnen die Riesenerbschaft und gewinnt für sich selbst die für die Herbeischaffung der Tochter ausgesetzte Million.
Der Film ist ganz besonders gut gelungen und erregte in dem dichtgefüllten Hause allseitige gespannteste Aufmerksamkeit. Das Publikum applaudierte lebhaft. Es verstand, dass es Joe Deebs dieses Mal nicht ganz leicht hatte. Regie, Inszenierung, Photographie und Darstellung wetteiferten, um zum Gelingen beizutragen. Das Ganze durchweht auch ein feiner Humor, der nirgends aufdringlich ist. Harry Liedtke als Joe Deebs. Bruno Kastner als der reiche Erbe, Käthe Haack und Georg Bauer sind alle mit Lust und Liebe bei der Sache, und da auch die Nebenrollen vortrefflich besetzt sind, kam ein Film zustande, dem man eine Riesenaufführungsziffer mit tödlicher Sicherheit voraussagen kann.“